# Defleshed
I Defleshed erano una band death e thrash metal svedese formatasi ad Uppsala nel 1991.

## Formazione

### Ultima formazione
- Gustaf Jorde - basso e voce
- Lars Löfven - chitarra
- Matte Modin - batteria

### Ex componenti
- Robin - voce
- Johan Hedman - voce
- Kristoffer Griedl - chitarra
- Oskar Karlsson - batteria (1991-1995)

## Discografia
Album in studio
- 1996 - Abrah Kadavrah
- 1997 - Under the Blade
- 1999 - Fast Forward
- 2002 - Royal Straight Flesh
- 2005 - Reclaim the Beat

Liv
- 1999 - Death... The High Cost of Living

Singoli
- 1993 - Obsculum Obscenum

EP
- 1994 - Ma Belle Scalpelle

Demo
- 1992 - Defleshed
- 1992 - Abrah Kadavrah...
- 1993 - Body Art